# Spirostreptus chinchipus
Spirostreptus chinchipus är en mångfotingart som beskrevs av Chamberlin 1941. Spirostreptus chinchipus ingår i släktet Spirostreptus och familjen Spirostreptidae. Inga underarter finns listade i Catalogue of Life.